# Maria Vetulani de Nisau
Maria Vetulani de Nisau, pseud. Maryna (ur. 27 listopada 1898 roku w Tarnowie, zm. 2 września 1944 w Warszawie) – polska działaczka niepodległościowa i socjalistyczna, żołnierka, organizatorka ruchu harcerskiego, współzałożycielka pierwszej w Polsce drużyny dla dziewcząt z klasy robotniczej, uczestniczka walk o Lwów (1918–1919) oraz obrony Warszawy (1939), w czasie okupacji hitlerowskiej łączniczka Armii Krajowej i sanitariuszka, w 1944 powstanka warszawska. Ranna w czasie powstania w obronie budynku PWPW, zamordowana przez nazistów podczas likwidacji szpitala przy ul. Długiej.

## Życiorys

### Młodość i organizacja ruchu harcerskiego
Maria Vetulani urodziła się w 1898 roku w Tarnowie. Była córką inżyniera Franciszka Vetulaniego (1856−1921) i Katarzyny z domu Ipohorskiej-Lenkiewicz (1868−1915). Miała troje rodzeństwa: brata Stanisława, oraz siostry Zofię i Cecylię. W dzieciństwie mieszkała z rodzicami w Tarnowie, w domu, który wybudował jej ojciec. Była nazywana „Marylką” lub „Malolą”.
Około 1904−1905 roku rodzina przeniosła się do Krakowa, a w 1912 do Lwowa, gdzie Maria Vetulani zetknęła się po raz pierwszy z ruchem skautowym. Uczęszczała do szkoły sióstr urszulanek, której władze stwarzały przeszkody dla jej działalności skautowskiej. Udało jej się w końcu uzyskać zgodę dyrekcji na wstąpienie do harcerstwa, stworzyła także możliwości do tego swoim koleżankom. Była opisywana jako dziewczyna o „swobodnej naturze” oraz „przełamująca konwenanse”.
W 1914, w związku z wybuchem I wojny światowej, Vetulaniowie przenieśli się do swojego domu letniego w Dolinie Kościeliskiej, a następnie do Zakopanego. Tam Maria Vetulani również wstąpiła do harcerstwa. Równocześnie nawiązała znajomość z taterniczką Zofią Szymańską (później Miłoszewską), która „wywarła decydujący wpływ na jej późniejsze lewicowe przekonania”. W Zakopanem w 1915 w wyniku choroby nowotworowej zmarła jej matka. Ojciec wraz z córkami Marią i Cecylią powrócił do Tarnowa (starsze rodzeństwo studiowało już wtedy w Krakowie), gdzie Maria Vetulani w latach 1916–1918 kontynuowała naukę w Prywatnym Gimnazjum im. Elizy Orzeszkowej, tzw. „Hajderku”. Krąg szkolny, tworzony w znacznej mierze przez dziewczęta pochodzenia żydowskiego, miał wpływ na dalsze kształtowanie się lewicowego światopoglądu Marii Vetulani.
W Tarnowie nawiązała kontakt z organizatorką harcerskiego ruchu żeńskiego, Franciszką Czernecką. Jesienią 1916 reaktywowała I Drużynę im. Emilii Plater. Pełniła w niej rolę przybocznej, w rzeczywistości kierując drużyną. Prowadziła zbiórki, zajęcia z gimnastyki oraz pierwszą na terenie Krakowskiej Chorągwi Harcerek kolonię żeńską w Witowicach Dolnych. W 1918 wraz z towarzyszkami z harcerstwa zaangażowała się w demonstracje patriotyczne przeciwko oddaniu przez Niemcy ziemi chełmskiej Ukrainie, oraz w demonstracje przeciwko brakowi żywności, który spowodowała wojna i kryzys ekonomiczny. Podczas protestów poznała młode robotnice z Warsztatów Kolejowych, z którymi wkrótce potem założyła pierwszą w Polsce żeńską, robotniczą drużynę harcerską w składzie dwóch zastępów.

### Udział w walkach o Lwów i ruchu socjalistycznym

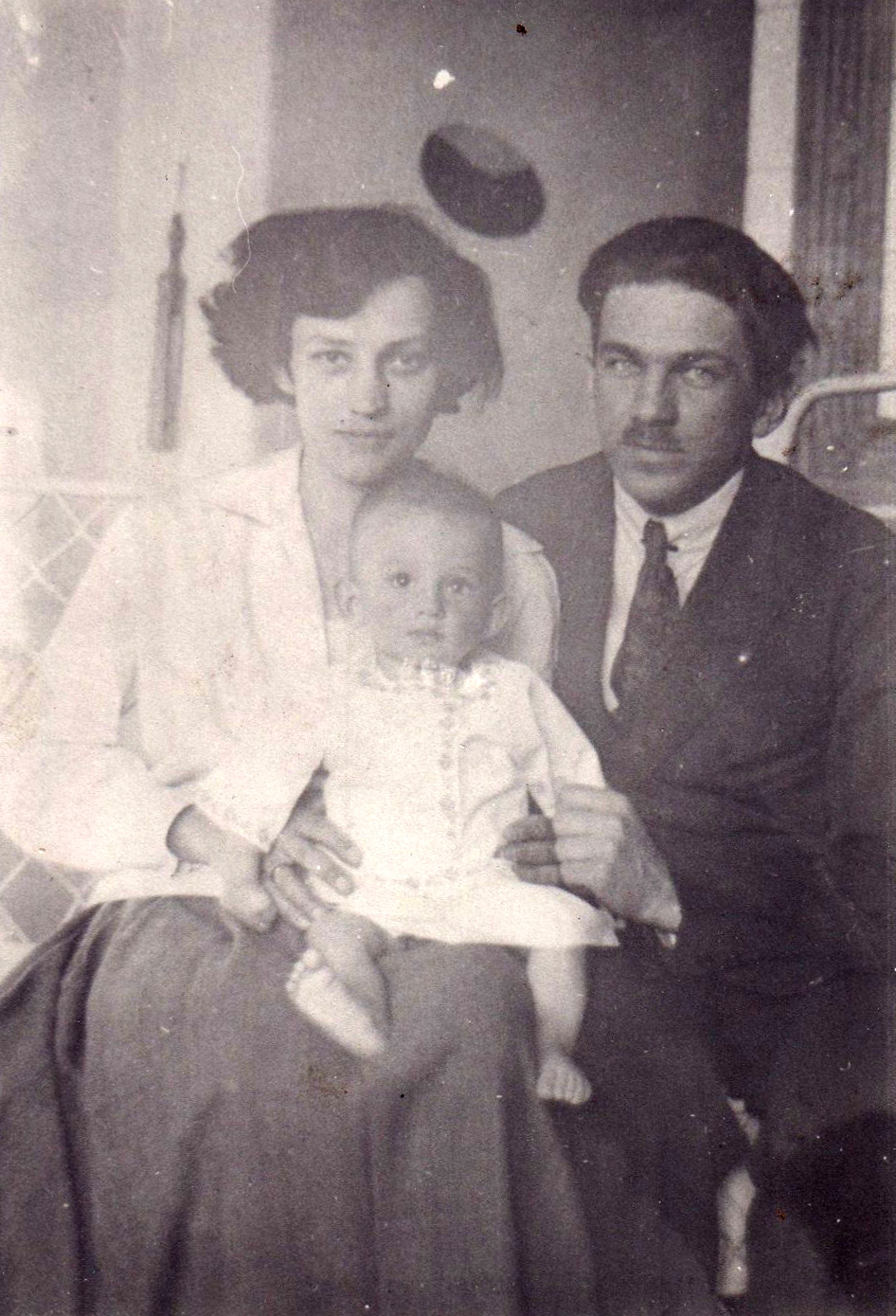
Maria Vetulani (z lewej) wraz z mężem Bohdanem de Nisau i synem Witoldem, 1924

Po ukończeniu tarnowskiego Gimnazjum im. Orzeszkowej, w 1918 roku rozpoczęła studia medyczne na Uniwersytecie Jagiellońskim. Wraz z jej wyjazdem do Krakowa, po kilku miesiącach istnienia zawiesiła swoją działalność założona przez nią żeńska drużyna robotnicza.
W Krakowie Maria Vetulani w pierwszym miesiącu swych studiów przystąpiła do Polskiej Organizacji Wojskowej. Do organizacji wprowadziła ją Stanisława Czernecka, z którą Maria Vetulani zamieszkiwała wspólnie przu ulicy Czapskich 4. W październiku 1918 roznosiła ulotki nawołujące do rozbrajania żołnierzy austriackich przebywających w mieście, w dniu wyzwolenia wraz ze Stanisławą Czernecką pełniły funkcję kurierek.
Na wieść o toczących się walkach o Lwów, bez powiadomienia rodziny udała się na front, ściąwszy uprzednio włosy i założywszy męskie przebranie, jako że kobiety nie były dopuszczane do walki. Podawała się za studenta Uniwersytetu Jagiellońskiego, Mariana Ipohorskiego (pseudonim utworzyła zamieniając swoje prawdziwe imię na jego formę męską „Marian” oraz przybierając nazwisko panieńskie matki). Później służyła w szeregach żeńskiego batalionu obserwacyjnego „Wicek”. Służąc jako radiotelegrafistka awansowała do rangi kaprala. Po kilku miesiącach służby wojskowej, w wyniku przeziębienia otrzymała od lekarza zalecenie urlopu. Wiosną 1919 została formalnie zwolniona z wojska i powróciła na studia.
W 1921 zmarł jej ojciec. Zmuszona trudną sytuacją materialną, Maria Vetulani podjęła pracę w Instytucie Bakteriologicznym w Krakowie. Poświęcała wiele czasu na opiekę nad chorującą młodszą siostrą, Cecylią. Wstąpiła do Polskiej Partii Socjalistycznej. Zaprzyjaźniła się z Jadwigą Janicką-Wróblewską i jej mężem Józefem Wróblewskim (synem Stanisława Wróblewskiego), członkiem Komunistycznej Partii Polski (KPP). Przez nich poznała lewicowego działacza Bohdana de Nisau, za którego w 1923 wyszła za mąż. Po urodzeniu syna w 1924 zrezygnowała z dalszej nauki na uniwersytecie. Przeprowadziła się najpierw do Królewskiej Huty, gdzie pracował jej mąż, a następnie w 1925 wraz z mężem i synem do Warszawy. Rodzina utrzymywała się ze „skromnej” oraz „niewystarczającej na utrzymanie domu” miesięcznej gaży, jaką Bohdan de Nisau uzyskiwał z działalności w KPP.
Przez swoją działalnością polityczną Bohdan de Nisau był inwigilowany przez policję. Dom rodzinny stał się obiektem częstych nocnych rewizji. Po wiecach de Nisau wracał niekiedy z obrażeniami ciała. W pewnym momencie został chwilowo uwięziony. W obawie przed kolejnym aresztowaniem, Bohdan de Nisau zbiegł wiosną 1927 do Związku Radzieckiego. W lecie zażądał przyjazdu rodziny.
Maria Vetulani, zachęcona entuzjastycznymi listami pisanymi przez męża z ZSRR, dołączyła do niego wraz z synem, opuszczając kraj dzięki sfałszowanemu paszportowi. Mieszkali w Dzierżyńsku, gdzie Maria Vetulani podjęła pracę i nawiązała szereg przyjaźni. Według słów jej siostry Cecylii, Maria Vetulani miała „pokochać ludzi rosyjskich za ich szczerość, brak wszelkiego fałszu i obłudy”.
W 1934 Bohdan de Nisau został aresztowany przez władze sowieckie. Kilka miesięcy później Maria Vetulani dowiedziała się, że jej mąż miał otrzymać wyrok śmierci (w istocie został osadzony na Łubiance). Zdecydowała o powrocie wraz z synem Witoldem do Polski. Pomocy w staraniach o powrót udzieliły Nadieżda Krupska i Jekatierina Pieszkowa, zaś w Polsce starania o zgodę na jej powrót podjęła Stefania Sempołowska. W kwietniu 1935 Maria Vetulani wysiadła wraz z synem na dworcu w Warszawie. Miała być wówczas już „zupełnie siwą kobietą”. Osiedli w stolicy, gdzie do 1939 roku Maria Vetulani pracowała w Państwowym Instytucie Rozrachunkowym.

### Działalność w czasie okupacji niemieckiej

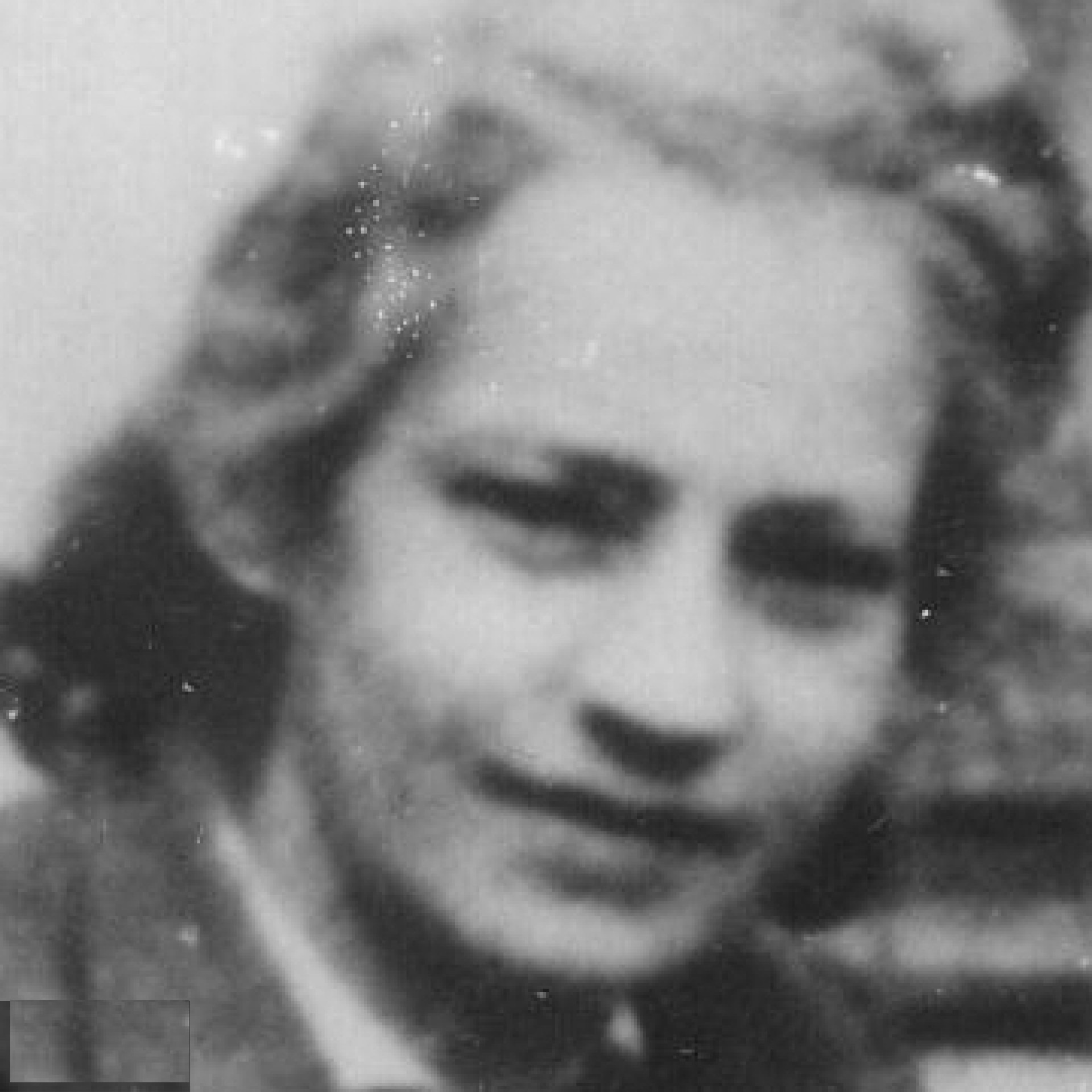
Maria Vetulani de Nisau

Po agresji niemieckiej, we wrześniu 1939 pełniła funkcję kierowniczki obrony przeciwlotniczej w budynku, w którym zamieszkiwała. 24 września 1939 jej mieszkanie przy ulicy Dobrej 13 na Powiślu zostało zniszczone w czasie bombardowania. Na pewien czas pozostała bezdomna. Po ustabilizowaniu się okupacji niemieckiej pozostała w Warszawie. Zamieszkała wraz z synem w opuszczonym przez siostrę Zofię mieszkaniu przy ulicy Świętokrzyskiej 12.
Pielęgnowała rannych w polskim prowizorycznym lazarecie. Brak środków opatrunkowych, dezynfekcyjnych i leków sprawił, że „jej ręce pokryły się ropnymi ranami”, „mimo to nie zaniechała tej pracy”. Zimą 1939/1940 udzielała w ciągu dnia schronienia żydowskiej aktorce. Później przez pewien czas przechowywała w mieszkaniu dwie kobiety żydowskie.
Od początku 1940 podjęła działalność w Związku Walki Zbrojnej jako łączniczka Oddziału IV (Kwatermistrzostwo) Komendy Głównej ZWZ pod pseudonimem Maryna, zaś następnie w Szefostwie Służby Uzbrojenia „Leśnictwo” Komedy Głównej. W jej mieszkaniu mieścił się punkt kontaktowy.
Od połowy 1943 pracowała jako magazynierka przy stołówce burmistrza niemieckiego stolicy po szesnaście godzin na dobę. Zwolniona „za zbyt chłodną odpowiedź na jego ukłon”, pracowała jeszcze w fabryce na Mokotowie. Od lata 1943 przeszła wraz z synem „na wyłączną służbę podziemia”. Równocześnie opiekowała się chorą siostrą Cecylią, przebywającą w sanatorium w Otwocku.
W powstaniu warszawskim walczyła w zgrupowaniu „Leśnik”. 23 lub 26 sierpnia została ranna podczas obrony budynku Polskiej Wytwórni Papierów Wartościowych, była leczona w powstańczym Centralnym Szpitalu Chirurgicznym nr 1 przy ulicy Długiej 7. 2 września 1944 roku została, wraz z innymi pacjentami i personelem szpitala, zamordowana przez Niemców. Jej syn Witold (1924−1998) również walczył w powstaniu, ranny trafił do niewoli niemieckiej w stalagu XI-A Altengrabow.
W 1945 roku jej siostra, Cecylia Vetulani, napisała na ścianie szpitala: Kto wie o łączniczce "Marii", lat 45 siwe włosy poparzona potłuczona w twarz i żebra nazwisko Maria de Nisau, przebywającej w tym szpitalu od 24-go sierpnia proszę dać znać C. Vetulani Milanówek Zaduma 6.

## Odznaczenia
- Odznaka pamiątkowa Polskiej Organizacji Wojskowej;
- Krzyż Walecznych (dwukrotnie).

## Upamiętnienie
14 grudnia 1974 w III Liceum Ogólnokształcącym w Tarnowie odbyła się uroczystość przyjęcia przez szkolną drużynę harcerską za patronkę Marii Vetulani. W uroczystości uczestniczył jej syn Witold de Nisau z córką Kalinką i Adam Vetulani.
Od 1995 roku imię Marii Vetulani nosi jedna z tarnowskich ulic, w dzielnicy Zbylitowska Góra.

## Rodzina
Rodzina Vetulanich
|  |  |                    |                    |                    |                    |                    |                    |  |  |              |              |              |              |                    |                    |                    |                    | Michał Vetulani    | Michał Vetulani    | Michał Vetulani | Michał Vetulani | Michał Vetulani  | Michał Vetulani  |                  |                  | Franciszka Śliwińska | Franciszka Śliwińska | Franciszka Śliwińska | Franciszka Śliwińska | Franciszka Śliwińska | Franciszka Śliwińska |                           |                           |                           |                           |                           |                           |                      |                      |                                 |                                 |                                 |                                 |                                 |                                 |  |  |                            |                            |                            |                            |                            |                            |               |               |                |                |                    |                    |                    |                    |                    |                    |                 |                 |                 |                 |                 |                 |                |                |  |  |                 |                 |                     |                     |                     |                     |                     |                     |                         |                         |                                |                                |                                |                                |                                |                                |                  |                  |                  |                  |                  |                  |  |  |  |  |  |  |  |  |  |  |
|  |  |                    |                    |                    |                    |                    |                    |  |  |              |              |              |              |                    |                    |                    |                    | Michał Vetulani    | Michał Vetulani    | Michał Vetulani | Michał Vetulani | Michał Vetulani  | Michał Vetulani  |                  |                  | Franciszka Śliwińska | Franciszka Śliwińska | Franciszka Śliwińska | Franciszka Śliwińska | Franciszka Śliwińska | Franciszka Śliwińska |                           |                           |                           |                           |                           |                           |                      |                      |                                 |                                 |                                 |                                 |                                 |                                 |  |  |                            |                            |                            |                            |                            |                            |               |               |                |                |                    |                    |                    |                    |                    |                    |                 |                 |                 |                 |                 |                 |                |                |  |  |                 |                 |                     |                     |                     |                     |                     |                     |                         |                         |                                |                                |                                |                                |                                |                                |                  |                  |                  |                  |                  |                  |  |  |  |  |  |  |  |  |  |  |
|  |  |                    |                    |                    |                    |                    |                    |  |  |              |              |              |              |                    |                    |                    |                    |                    |                    |                 |                 |                  |                  |                  |                  |                      |                      |                      |                      |                      |                      |                           |                           |                           |                           |                           |                           |                      |                      |                                 |                                 |                                 |                                 |                                 |                                 |  |  |                            |                            |                            |                            |                            |                            |               |               |                |                |                    |                    |                    |                    |                    |                    |                 |                 |                 |                 |                 |                 |                |                |  |  |                 |                 |                     |                     |                     |                     |                     |                     |                         |                         |                                |                                |                                |                                |                                |                                |                  |                  |                  |                  |                  |                  |  |  |  |  |  |  |  |  |  |  |
|  |  |                    |                    |                    |                    |                    |                    |  |  |              |              |              |              |                    |                    |                    |                    |                    |                    |                 |                 |                  |                  |                  |                  |                      |                      |                      |                      |                      |                      |                           |                           |                           |                           |                           |                           |                      |                      |                                 |                                 |                                 |                                 |                                 |                                 |  |  |                            |                            |                            |                            |                            |                            |               |               |                |                |                    |                    |                    |                    |                    |                    |                 |                 |                 |                 |                 |                 |                |                |  |  |                 |                 |                     |                     |                     |                     |                     |                     |                         |                         |                                |                                |                                |                                |                                |                                |                  |                  |                  |                  |                  |                  |  |  |  |  |  |  |  |  |  |  |
|  |  | Jan Vetulani       | Jan Vetulani       | Jan Vetulani       | Jan Vetulani       | Jan Vetulani       | Jan Vetulani       |  |  | Matylda Pisz | Matylda Pisz | Matylda Pisz | Matylda Pisz | Matylda Pisz       | Matylda Pisz       |                    |                    |                    |                    |                 |                 | Roman Vetulani   | Roman Vetulani   | Roman Vetulani   | Roman Vetulani   | Roman Vetulani       | Roman Vetulani       |                      |                      |                      |                      |                           |                           | Elżbieta Kunachowicz      | Elżbieta Kunachowicz      | Elżbieta Kunachowicz      | Elżbieta Kunachowicz      | Elżbieta Kunachowicz | Elżbieta Kunachowicz |                                 |                                 |                                 |                                 |                                 |                                 |  |  |                            |                            |                            |                            |                            |                            |               |               |                |                | Franciszek Latinik | Franciszek Latinik | Franciszek Latinik | Franciszek Latinik | Franciszek Latinik | Franciszek Latinik |                 |                 |                 |                 |                 |                 |                |                |  |  |                 |                 | Franciszek Vetulani | Franciszek Vetulani | Franciszek Vetulani | Franciszek Vetulani | Franciszek Vetulani | Franciszek Vetulani |                         |                         | Katarzyna Ipohorska-Lenkiewicz | Katarzyna Ipohorska-Lenkiewicz | Katarzyna Ipohorska-Lenkiewicz | Katarzyna Ipohorska-Lenkiewicz | Katarzyna Ipohorska-Lenkiewicz | Katarzyna Ipohorska-Lenkiewicz |                  |                  |                  |                  |                  |                  |  |  |  |  |  |  |  |  |  |  |
|  |  | Jan Vetulani       | Jan Vetulani       | Jan Vetulani       | Jan Vetulani       | Jan Vetulani       | Jan Vetulani       |  |  | Matylda Pisz | Matylda Pisz | Matylda Pisz | Matylda Pisz | Matylda Pisz       | Matylda Pisz       |                    |                    |                    |                    |                 |                 | Roman Vetulani   | Roman Vetulani   | Roman Vetulani   | Roman Vetulani   | Roman Vetulani       | Roman Vetulani       |                      |                      |                      |                      |                           |                           | Elżbieta Kunachowicz      | Elżbieta Kunachowicz      | Elżbieta Kunachowicz      | Elżbieta Kunachowicz      | Elżbieta Kunachowicz | Elżbieta Kunachowicz |                                 |                                 |                                 |                                 |                                 |                                 |  |  |                            |                            |                            |                            |                            |                            |               |               |                |                | Franciszek Latinik | Franciszek Latinik | Franciszek Latinik | Franciszek Latinik | Franciszek Latinik | Franciszek Latinik |                 |                 |                 |                 |                 |                 |                |                |  |  |                 |                 | Franciszek Vetulani | Franciszek Vetulani | Franciszek Vetulani | Franciszek Vetulani | Franciszek Vetulani | Franciszek Vetulani |                         |                         | Katarzyna Ipohorska-Lenkiewicz | Katarzyna Ipohorska-Lenkiewicz | Katarzyna Ipohorska-Lenkiewicz | Katarzyna Ipohorska-Lenkiewicz | Katarzyna Ipohorska-Lenkiewicz | Katarzyna Ipohorska-Lenkiewicz |                  |                  |                  |                  |                  |                  |  |  |  |  |  |  |  |  |  |  |
|  |  |                    |                    |                    |                    |                    |                    |  |  |              |              |              |              |                    |                    |                    |                    |                    |                    |                 |                 |                  |                  |                  |                  |                      |                      |                      |                      |                      |                      |                           |                           |                           |                           |                           |                           |                      |                      |                                 |                                 |                                 |                                 |                                 |                                 |  |  |                            |                            |                            |                            |                            |                            |               |               |                |                |                    |                    |                    |                    |                    |                    |                 |                 |                 |                 |                 |                 |                |                |  |  |                 |                 |                     |                     |                     |                     |                     |                     |                         |                         |                                |                                |                                |                                |                                |                                |                  |                  |                  |                  |                  |                  |  |  |  |  |  |  |  |  |  |  |
|  |  |                    |                    |                    |                    |                    |                    |  |  |              |              |              |              |                    |                    |                    |                    |                    |                    |                 |                 |                  |                  |                  |                  |                      |                      |                      |                      |                      |                      |                           |                           |                           |                           |                           |                           |                      |                      |                                 |                                 |                                 |                                 |                                 |                                 |  |  |                            |                            |                            |                            |                            |                            |               |               |                |                |                    |                    |                    |                    |                    |                    |                 |                 |                 |                 |                 |                 |                |                |  |  |                 |                 |                     |                     |                     |                     |                     |                     |                         |                         |                                |                                |                                |                                |                                |                                |                  |                  |                  |                  |                  |                  |  |  |  |  |  |  |  |  |  |  |
|  |  | Eugeniusz Vetulani | Eugeniusz Vetulani | Eugeniusz Vetulani | Eugeniusz Vetulani | Eugeniusz Vetulani | Eugeniusz Vetulani |  |  |              |              |              |              | Kazimierz Vetulani | Kazimierz Vetulani | Kazimierz Vetulani | Kazimierz Vetulani | Kazimierz Vetulani | Kazimierz Vetulani |                 |                 | Zygmunt Vetulani | Zygmunt Vetulani | Zygmunt Vetulani | Zygmunt Vetulani | Zygmunt Vetulani     | Zygmunt Vetulani     |                      |                      | Tadeusz Vetulani     | Tadeusz Vetulani     | Tadeusz Vetulani          | Tadeusz Vetulani          | Tadeusz Vetulani          | Tadeusz Vetulani          |                           |                           | Maria Godlewska      | Maria Godlewska      | Maria Godlewska                 | Maria Godlewska                 | Maria Godlewska                 | Maria Godlewska                 |                                 |                                 |  |  |                            |                            | Adam Vetulani              | Adam Vetulani              | Adam Vetulani              | Adam Vetulani              | Adam Vetulani | Adam Vetulani |                |                | Irena Latinik      | Irena Latinik      | Irena Latinik      | Irena Latinik      | Irena Latinik      | Irena Latinik      |                 |                 | Zofia Vetulani  | Zofia Vetulani  | Zofia Vetulani  | Zofia Vetulani  | Zofia Vetulani | Zofia Vetulani |  |  | Bohdan de Nisau | Bohdan de Nisau | Bohdan de Nisau     | Bohdan de Nisau     | Bohdan de Nisau     | Bohdan de Nisau     |                     |                     | Maria Vetulani de Nisau | Maria Vetulani de Nisau | Maria Vetulani de Nisau        | Maria Vetulani de Nisau        | Maria Vetulani de Nisau        | Maria Vetulani de Nisau        |                                |                                | Cecylia Vetulani | Cecylia Vetulani | Cecylia Vetulani | Cecylia Vetulani | Cecylia Vetulani | Cecylia Vetulani |  |  |  |  |  |  |  |  |  |  |
|  |  | Eugeniusz Vetulani | Eugeniusz Vetulani | Eugeniusz Vetulani | Eugeniusz Vetulani | Eugeniusz Vetulani | Eugeniusz Vetulani |  |  |              |              |              |              | Kazimierz Vetulani | Kazimierz Vetulani | Kazimierz Vetulani | Kazimierz Vetulani | Kazimierz Vetulani | Kazimierz Vetulani |                 |                 | Zygmunt Vetulani | Zygmunt Vetulani | Zygmunt Vetulani | Zygmunt Vetulani | Zygmunt Vetulani     | Zygmunt Vetulani     |                      |                      | Tadeusz Vetulani     | Tadeusz Vetulani     | Tadeusz Vetulani          | Tadeusz Vetulani          | Tadeusz Vetulani          | Tadeusz Vetulani          |                           |                           | Maria Godlewska      | Maria Godlewska      | Maria Godlewska                 | Maria Godlewska                 | Maria Godlewska                 | Maria Godlewska                 |                                 |                                 |  |  |                            |                            | Adam Vetulani              | Adam Vetulani              | Adam Vetulani              | Adam Vetulani              | Adam Vetulani | Adam Vetulani |                |                | Irena Latinik      | Irena Latinik      | Irena Latinik      | Irena Latinik      | Irena Latinik      | Irena Latinik      |                 |                 | Zofia Vetulani  | Zofia Vetulani  | Zofia Vetulani  | Zofia Vetulani  | Zofia Vetulani | Zofia Vetulani |  |  | Bohdan de Nisau | Bohdan de Nisau | Bohdan de Nisau     | Bohdan de Nisau     | Bohdan de Nisau     | Bohdan de Nisau     |                     |                     | Maria Vetulani de Nisau | Maria Vetulani de Nisau | Maria Vetulani de Nisau        | Maria Vetulani de Nisau        | Maria Vetulani de Nisau        | Maria Vetulani de Nisau        |                                |                                | Cecylia Vetulani | Cecylia Vetulani | Cecylia Vetulani | Cecylia Vetulani | Cecylia Vetulani | Cecylia Vetulani |  |  |  |  |  |  |  |  |  |  |
|  |  |                    |                    |                    |                    |                    |                    |  |  |              |              |              |              |                    |                    |                    |                    |                    |                    |                 |                 |                  |                  |                  |                  |                      |                      |                      |                      |                      |                      |                           |                           |                           |                           |                           |                           |                      |                      |                                 |                                 |                                 |                                 |                                 |                                 |  |  |                            |                            |                            |                            |                            |                            |               |               |                |                |                    |                    |                    |                    |                    |                    |                 |                 |                 |                 |                 |                 |                |                |  |  |                 |                 |                     |                     |                     |                     |                     |                     |                         |                         |                                |                                |                                |                                |                                |                                |                  |                  |                  |                  |                  |                  |  |  |  |  |  |  |  |  |  |  |
|  |  | Armand Vetulani    | Armand Vetulani    | Armand Vetulani    | Armand Vetulani    | Armand Vetulani    | Armand Vetulani    |  |  |              |              |              |              |                    |                    |                    |                    |                    |                    |                 |                 | Wanda Vetulani   | Wanda Vetulani   | Wanda Vetulani   | Wanda Vetulani   | Wanda Vetulani       | Wanda Vetulani       |                      |                      |                      |                      | Zygmunt Vetulani          | Zygmunt Vetulani          | Zygmunt Vetulani          | Zygmunt Vetulani          | Zygmunt Vetulani          | Zygmunt Vetulani          |                      |                      | Grażyna Małgorzata Świerczyńska | Grażyna Małgorzata Świerczyńska | Grażyna Małgorzata Świerczyńska | Grażyna Małgorzata Świerczyńska | Grażyna Małgorzata Świerczyńska | Grażyna Małgorzata Świerczyńska |  |  | Krystyna Vetulani-Belfoure | Krystyna Vetulani-Belfoure | Krystyna Vetulani-Belfoure | Krystyna Vetulani-Belfoure | Krystyna Vetulani-Belfoure | Krystyna Vetulani-Belfoure |               |               | Jerzy Vetulani | Jerzy Vetulani | Jerzy Vetulani     | Jerzy Vetulani     | Jerzy Vetulani     | Jerzy Vetulani     |                    |                    | Maria Pająk     | Maria Pająk     | Maria Pająk     | Maria Pająk     | Maria Pająk     | Maria Pająk     |                |                |  |  |                 |                 |                     |                     | Witold de Nisau     | Witold de Nisau     | Witold de Nisau     | Witold de Nisau     | Witold de Nisau         | Witold de Nisau         |                                |                                |                                |                                |                                |                                |                  |                  |                  |                  |                  |                  |  |  |  |  |  |  |  |  |  |  |
|  |  | Armand Vetulani    | Armand Vetulani    | Armand Vetulani    | Armand Vetulani    | Armand Vetulani    | Armand Vetulani    |  |  |              |              |              |              |                    |                    |                    |                    |                    |                    |                 |                 | Wanda Vetulani   | Wanda Vetulani   | Wanda Vetulani   | Wanda Vetulani   | Wanda Vetulani       | Wanda Vetulani       |                      |                      |                      |                      | Zygmunt Vetulani          | Zygmunt Vetulani          | Zygmunt Vetulani          | Zygmunt Vetulani          | Zygmunt Vetulani          | Zygmunt Vetulani          |                      |                      | Grażyna Małgorzata Świerczyńska | Grażyna Małgorzata Świerczyńska | Grażyna Małgorzata Świerczyńska | Grażyna Małgorzata Świerczyńska | Grażyna Małgorzata Świerczyńska | Grażyna Małgorzata Świerczyńska |  |  | Krystyna Vetulani-Belfoure | Krystyna Vetulani-Belfoure | Krystyna Vetulani-Belfoure | Krystyna Vetulani-Belfoure | Krystyna Vetulani-Belfoure | Krystyna Vetulani-Belfoure |               |               | Jerzy Vetulani | Jerzy Vetulani | Jerzy Vetulani     | Jerzy Vetulani     | Jerzy Vetulani     | Jerzy Vetulani     |                    |                    | Maria Pająk     | Maria Pająk     | Maria Pająk     | Maria Pająk     | Maria Pająk     | Maria Pająk     |                |                |  |  |                 |                 |                     |                     | Witold de Nisau     | Witold de Nisau     | Witold de Nisau     | Witold de Nisau     | Witold de Nisau         | Witold de Nisau         |                                |                                |                                |                                |                                |                                |                  |                  |                  |                  |                  |                  |  |  |  |  |  |  |  |  |  |  |
|  |  |                    |                    |                    |                    |                    |                    |  |  |              |              |              |              |                    |                    |                    |                    |                    |                    |                 |                 |                  |                  |                  |                  |                      |                      |                      |                      |                      |                      |                           |                           |                           |                           |                           |                           |                      |                      |                                 |                                 |                                 |                                 |                                 |                                 |  |  |                            |                            |                            |                            |                            |                            |               |               |                |                |                    |                    |                    |                    |                    |                    |                 |                 |                 |                 |                 |                 |                |                |  |  |                 |                 |                     |                     |                     |                     |                     |                     |                         |                         |                                |                                |                                |                                |                                |                                |                  |                  |                  |                  |                  |                  |  |  |  |  |  |  |  |  |  |  |
|  |  |                    |                    |                    |                    |                    |                    |  |  |              |              |              |              |                    |                    |                    |                    |                    |                    |                 |                 |                  |                  |                  |                  |                      |                      |                      |                      |                      |                      |                           |                           |                           |                           |                           |                           |                      |                      |                                 |                                 |                                 |                                 |                                 |                                 |  |  |                            |                            |                            |                            |                            |                            |               |               |                |                |                    |                    |                    |                    |                    |                    |                 |                 |                 |                 |                 |                 |                |                |  |  |                 |                 |                     |                     |                     |                     |                     |                     |                         |                         |                                |                                |                                |                                |                                |                                |                  |                  |                  |                  |                  |                  |  |  |  |  |  |  |  |  |  |  |
|  |  |                    |                    |                    |                    |                    |                    |  |  |              |              |              |              |                    |                    |                    |                    |                    |                    |                 |                 |                  |                  |                  |                  |                      |                      |                      |                      |                      |                      | Agnieszka Vetulani-Cęgiel | Agnieszka Vetulani-Cęgiel | Agnieszka Vetulani-Cęgiel | Agnieszka Vetulani-Cęgiel | Agnieszka Vetulani-Cęgiel | Agnieszka Vetulani-Cęgiel |                      |                      | Maria Vetulani                  | Maria Vetulani                  | Maria Vetulani                  | Maria Vetulani                  | Maria Vetulani                  | Maria Vetulani                  |  |  | Charles Belfoure           | Charles Belfoure           | Charles Belfoure           | Charles Belfoure           | Charles Belfoure           | Charles Belfoure           |               |               | Marek Vetulani | Marek Vetulani | Marek Vetulani     | Marek Vetulani     | Marek Vetulani     | Marek Vetulani     |                    |                    | Tomasz Vetulani | Tomasz Vetulani | Tomasz Vetulani | Tomasz Vetulani | Tomasz Vetulani | Tomasz Vetulani |                |                |  |  |                 |                 |                     |                     |                     |                     |                     |                     |                         |                         |                                |                                |                                |                                |                                |                                |                  |                  |                  |                  |                  |                  |  |  |  |  |  |  |  |  |  |  |

|- 
|}